# Trabea heteroculata
Trabea heteroculata är en spindelart som beskrevs av Embrik Strand 1913. Trabea heteroculata ingår i släktet Trabea och familjen vargspindlar. Inga underarter finns listade i Catalogue of Life.